# ザ・フラッパー
ザ・フラッパーは、オリーヴ・トーマス主演の1920年のアメリカサイレントコメディ映画である。
アラン・クロスランドが監督し、この映画は1920年代に文化的なブームや流行になる「フラッパー」の生活様式をモチーフにしたアメリカ合衆国最初の映画であった。

## あらすじ
16歳のジェネヴィーヴ・「ジンジャー」・キングは、男子とソーダを飲むことさえ顰蹙を買うフロリダ州の退屈なオレンジスプリングスの非常に裕福な家庭に暮らしている。いかがわしい品行やスリル満点の生活を求める願いのために、ジンジャーの父親は、ニューヨーク州レークプラシッドの厳格な懲罰主義者パドル女史（マーシア・ハリス）が経営するボーディングスクール若い女性のためのパドル女史の学校に送ることを決める。
厳格さにもかかわらず、寮生はふざけるなどのフラッパー生活にのめり込むことを楽しんでいる。年配のリチャード・チャニング（ウィリアム・P.カールトン）は、寮生にロマンチックなファンタジーを惹起しながら、毎日学校の前を通り過ぎている。ジンジャーがチャニングと橇に乗ることを企むと、自分は二十歳前後だと嘘をつく。ジンジャーはすぐに魅了され、恋することになる。暫くしてジンジャーはチャニングがパーティーを行う地元のカントリークラブに出入りすることで校長から問題視される。寮生の一人ホーテンス（キャサリン・ジョンストン）は、「蝶の中の蛾」と呼ばれ、ジンジャーを密告する。ホーテンスの本当の目的は、校長のやり方をやめさせることにあるためで、学校の金庫を奪い不良の男友達トーマス・モラン（アーサー・ハウスマン）と逃げようとしている。受け取った漠然としたメモに従って帰省する途中ジンジャーはホーテンスとトーマスが滞在するニューヨークのホテルに行く。二人は贅沢な衣服や宝石などの盗んだ貴重品の入ったスーツケースを管理させた。
チャニングがヨットでオレンジスプリングスに行っていることを知ると、ジンジャーは帰宅した際にもっと年嵩の着こなした「円熟期の女性」を演じるために衣装と宝石を用いることに決める。計画は裏目に出て、父親は全部冗談だと言われても嘘だと考える。その時探偵が盗品を持っている理由を知ろうと現れ、若い求婚者ビルとチャニングは、共に本当に不道徳な女になったと判断する。ホーテンスと不良の男友達が不正に得た盗品を取り戻そうと今やオレンジスプリングスに現れる。警察による続く逮捕は、ジンジャーの嫌疑を晴らし、ジンジャーの名声を回復する。
ジンジャー・キングらの人生における事件は、映画の最後で（ノンフィクションの）ニュース映画の事件として表現されている。

## 出演
- オリーヴ・トーマス：ジンジャー・キング
- ウォーレン・クック（英語版）：キング上院議員
- セオドア・ウェストマンJr.：ビル・フォーブス
- キャサリン・ジョンストン：ホーテンス
- アーサー・ハウスマン（英語版）：トム・モラン
- ルイーズ・リンドロス：エルミナ・バトンズ
- チャールズ・クレイグ（英語版）：カシル師 as Reverend Cushil
- ウィリアム・P.カールトン（英語版）：リチャード・チャニング
- マーシア・ハリス（英語版）：パドル女史
- ボビー・コネリー（英語版）：キングJr.
- エイソル・シアラー（英語版）：エキストラ（クレジット無し）
- ノーマ・シアラー：生徒（クレジット無し）

：

## 製作メモ
- フランシス・マリオンが脚本を書き、1920年代にアメリカ合衆国を通じて「フラッパー」という俗語を広めたことで知られている[2]。
- オリーヴ・トーマスはザ・フラッパー以後二つの映画にしか出演しなかった。1920年9月にパリで死去した[3]。

## パブリックドメインとホームメディア販売
- ザ・フラッパー（原題「シックスリーラー」）は最早著作権の対象ではない。現在パブリックドメインでは映画は一般向けに無料であり、利用は無制限である[1][4]。
- 2005年、ザ・フラッパーがオリーヴ・トーマスコレクションの一部としてマイルストーンコレクションからリージョン1のDVDで発売された[5]。

## 参照と注
1. 1 2 3   引用文はザ・フラッパーのインタータイトルの一つから移したものである。“Bill Sprague Collection -THE FLAPPER-Olive Thomas-PUBLIC DOMAIN”, Internet Archive, San Francisco, California. Retrieved August 27, 2018.
2. ↑  Boyer Sagert, Kelly (2010). Flappers: A Guide to an American Subculture. ABC-CLIO. p. 89. ISBN 0-313-37690-5
3. ↑  Lowe, Denise (2005). An Encyclopedic Dictionary of Women in Early American Films, 1895-1930: 1895-1930. Haworth Press. pp. 526. ISBN 0-7890-1843-8
4. ↑  “The Flapper, 1920”, Public Domain Movies—Feature Films in the Public Domain. Retrieved August 27, 2018.
5. ↑  Giddins, Gary (2005年5月17日). “Rediscovering Maurice Elvey's Masterpiece”.   nysun.com. 2012年11月20日閲覧。